# Gare de Lugano FLP
Ne doit pas être confondu avec Gare de Lugano.
La gare de Lugano FLP est une gare ferroviaire située sur le territoire de la commune suisse de Lugano dans le canton du Tessin. Elle est la gare terminus de la ligne ferroviaire de Lugano à Ponte Tresa. Elle est située en face de la gare de Lugano appartenant quant à elle aux CFF.

## Situation ferroviaire
La gare de Lugano FLP est située au point kilométrique 0 de la ligne de Lugano à Ponte Tresa.
Elle est dotée de trois voies et de deux quais.

## Histoire
La gare fut ouverte le 5 juin 1912, en même temps que la mise en service de la ligne avec un mode de traction électrique à courant continu de 1000 volts. Les services ferroviaires du FLP sont devenus depuis la ligne S 60 du réseau express régional tessinois.

## Service des voyageurs

### Accueil
La gare est dotée d'un bâtiment voyageurs édifié dans le style Art nouveau. qui a un étage vers la rue et deux étages vers la place intérieure, situé à un niveau inférieur.Un distributeur automatique de titres de transports est disponible sur le quai principal. La gare n'est pas accessible aux personnes à mobilité réduite.

### Desserte
La gare de Lugano FLP est desservie tous les quarts d'heure ou toutes les demi-heures suivant les jours de la semaine et le moment de la journée par les trains de la ligne S 60 du RER Tessin reliant Lugano à Ponte Tresa.
- S 60 Lugano FLP – Agno - Ponte Tresa

### Intermodalité

#### Gare de Lugano
À proximité du parvis de la gare, en souterrain, se situe la gare de Lugano, située sur la ligne du Gothard. La gare est desservie par de nombreux trains EuroCity reliant la gare de Milan-Centrale à Bâle et Zurich, InterCity reliant Lugano à Zurich et Bâle ainsi que du RER Tessin.

#### Funiculaire Lugano Ville - Lugano-Gare
Le funiculaire Lugano-Ville – Lugano-Gare, dont la gare est située en souterrain sous le bâtiment voyageur de la gare de Lugano, circule en continu de 5 h 0 à environ 0 h 0 tous les jours de la semaine.

#### Lignes urbaines et interurbaines
Les autobus urbains des Trasporti Pubblici Luganesi (TPL) desservent la gare au niveau de l'arrêt Lugano, Stazione situé à l'extrémité sud du parvis. Cet arrêt voit s'arrêter les lignes 2, 4 et 6 des TPL. Il est également desservi par la ligne « Bernina-Express » assurée par les Chemins de fer rhétiques en autocar depuis Tirano et en correspondance avec les trains panoramiques ralliant Coire.
Les bus régionaux de CarPostal et de l'Autolinee Regionali Luganesi desservent l'arrêt Lugano, Stazione Nord situé à l'extrémité nord. CarPostal assure à cet arrêt les services 422 en direction de Cademario, 442 vers Tesserete via Vezia et Cureglia, 443 vers Tesserete via Porza et Comano, 445 vers Lamone, Palm Express » vers Saint-Moritz et la ligne nocturne Capriasca Night Express pour Tesserete. Autolinee Regionali Luganesi y arrête également les services de la ligne 461 en direction de Villa Luganese.
CarPostal dessert également l'arrêt Lugano, Stazione Via Sorengo situé à proximité directe de la sortie ouest de la gare avec la ligne 436 à destination d'Agra et la ligne nocturne Collina d'Oro Night Express effectuant le tour de la colline au sud de Lugano.
Cependant, la majorité des lignes de bus et d'autocars de Lugano desservent non pas la gare ferroviaire mais la gare routière souterraine Lugano, Autosilo Balestra située en centre-ville, non loin de la gare aval du funiculaire Lugano-Ville - Lugano-Gare.